# Automatyczny defibrylator zewnętrzny

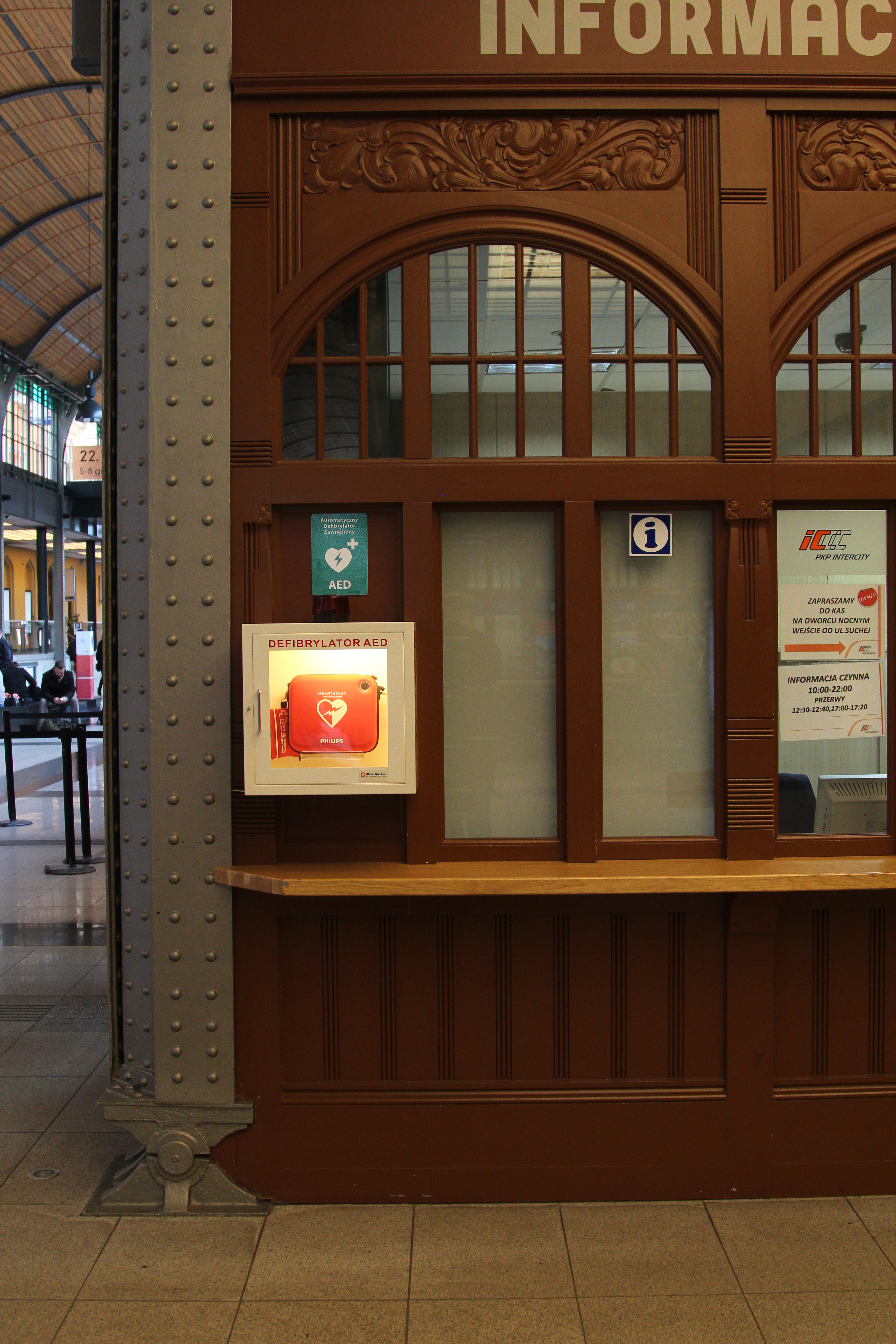
Stacja AED na Dworcu Głównym we Wrocławiu

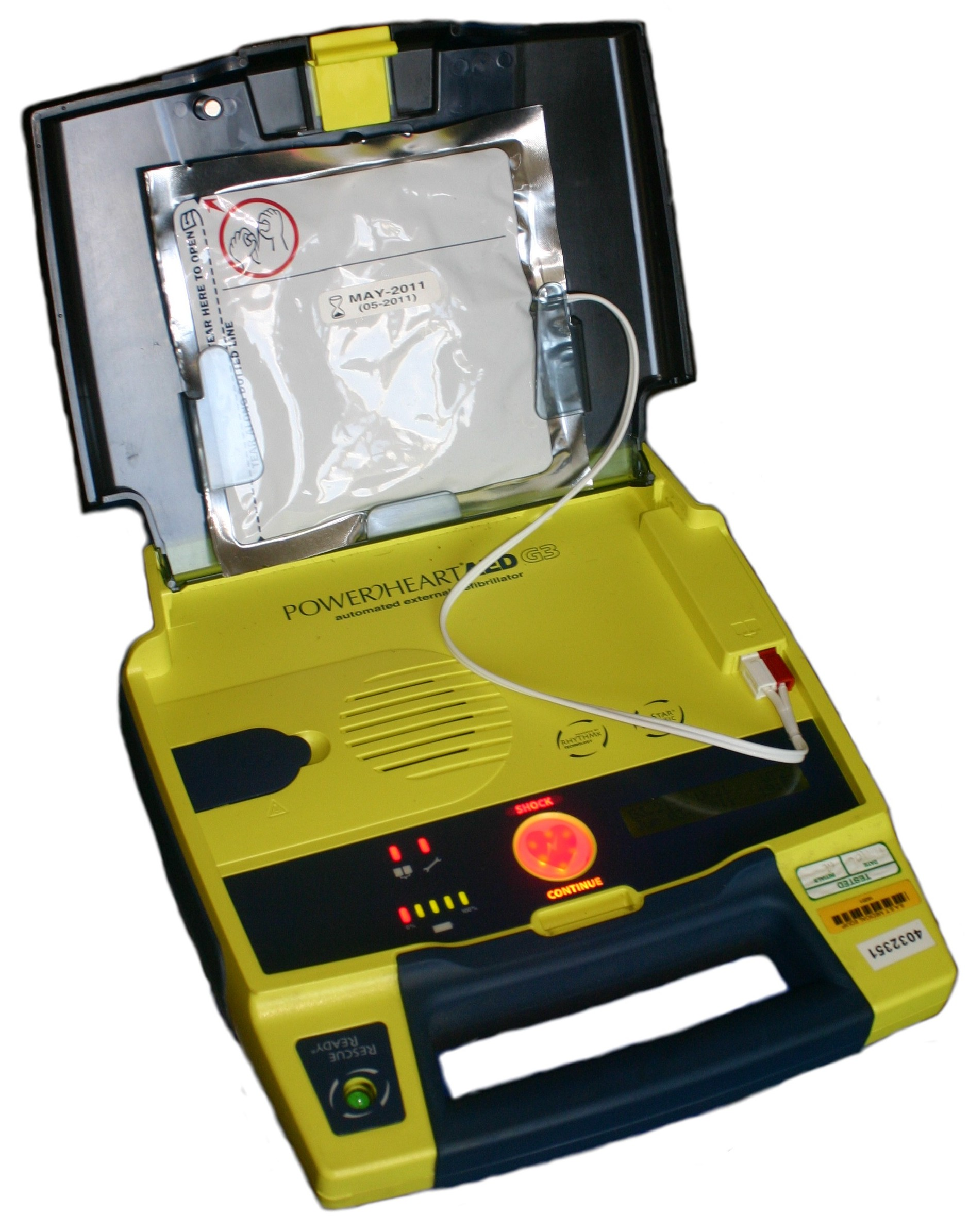
Defibrylator AED

Automatyczny defibrylator zewnętrzny (ang. automated external defibrillator AED) – wysoce specjalistyczne, niezawodne, skomputeryzowane urządzenie, które za pomocą poleceń głosowych i wizualnych prowadzi zarówno osoby z wykształceniem medycznym, jak i bez niego przez procedurę bezpiecznej defibrylacji w zatrzymaniu krążenia.

## Zastosowanie
Nagłe zatrzymanie krążenia jest główną przyczyną śmierci w Europie i w zależności od przyjętej definicji, jest rozpoznawane u 350 000–700 000 osób rocznie. Podczas wstępnej analizy rytmu serca w około 25–30% przypadków stwierdza się migotanie komór, a prawdopodobnie u znacznie większego odsetka osób w momencie utraty przytomności występuje migotanie komór lub szybki częstoskurcz komorowy, jednak do chwili wykonania pierwszej analizy rytmu serca, przechodzi już w gorzej rokującą asystolię. Resuscytacja krążeniowo-oddechowa w połączeniu z defibrylacją w ciągu 3-5 minut od utraty przytomności może pozwolić na skuteczną reanimację w 49-75% przypadków, a każda minuta opóźnienia defibrylacji zmniejsza prawdopodobieństwo przeżycia o 10-12%.
Automatyczny defibrylator zewnętrzny przeznaczony jest do użycia przez każdą osobę (najlepiej przeszkoloną), która jest świadkiem zdarzenia, w którym wymagana jest resuscytacja krążeniowo-oddechowa.

## Zasada działania
Automatyczny defibrylator zewnętrzny to wysoce specjalistyczne, niezawodne, skomputeryzowane urządzenie, które za pomocą poleceń głosowych i wizualnych prowadzi zarówno osoby z wykształceniem medycznym, jak i bez niego przez procedurę bezpiecznej defibrylacji w zatrzymaniu krążenia. Wbudowany moduł automatycznej analizy EKG pozwala na wykonywanie defibrylacji w migotaniu komór, jeżeli częstość, morfologia i czas trwania załamka R przekraczają zaprogramowane wartości.

## Resuscytacja przy użyciu AED
1. Sprawdzić reakcję poszkodowanego.

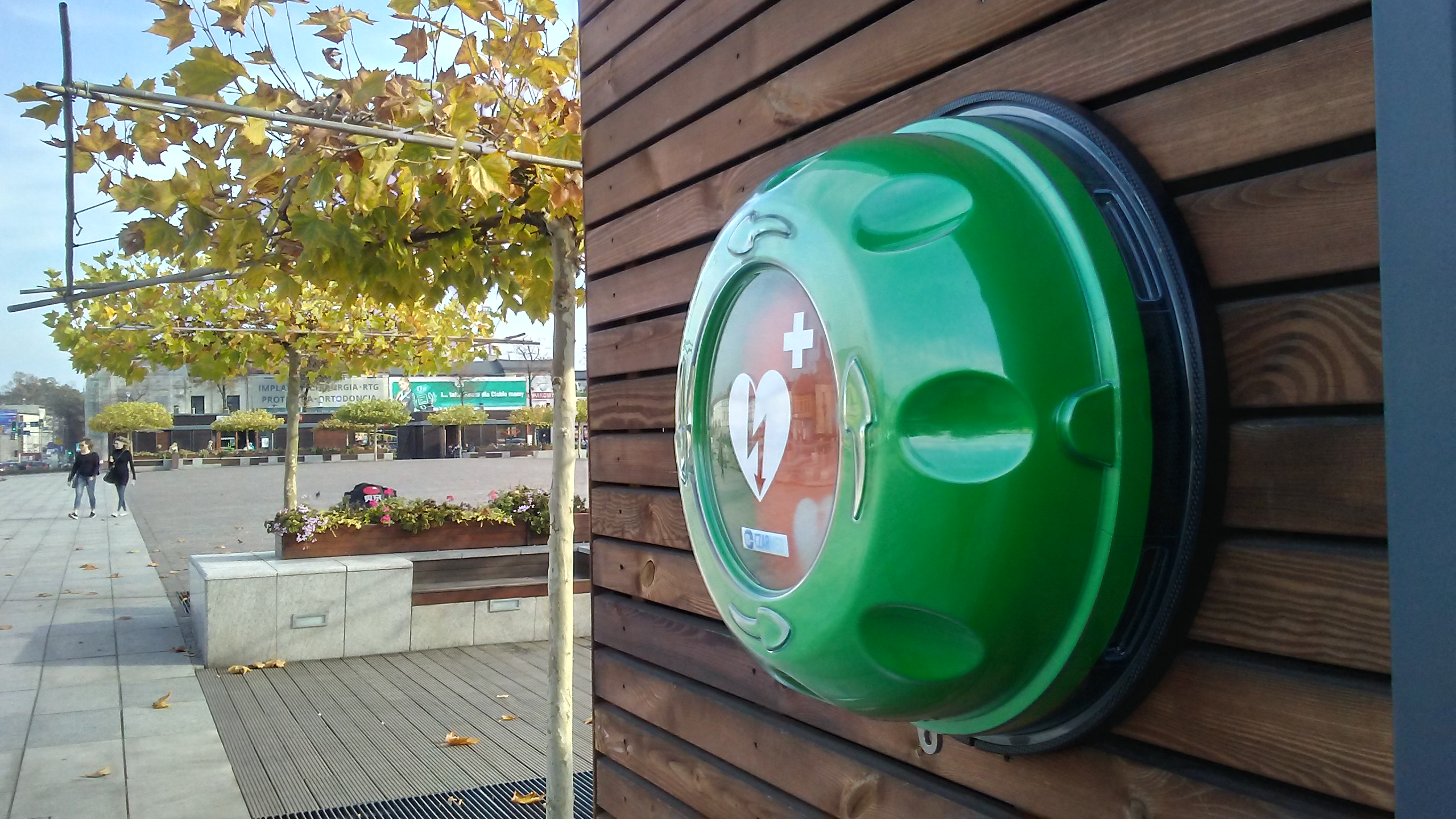
Defibrylator zewnętrzny na głównym placu Tomaszowa Mazowieckiego

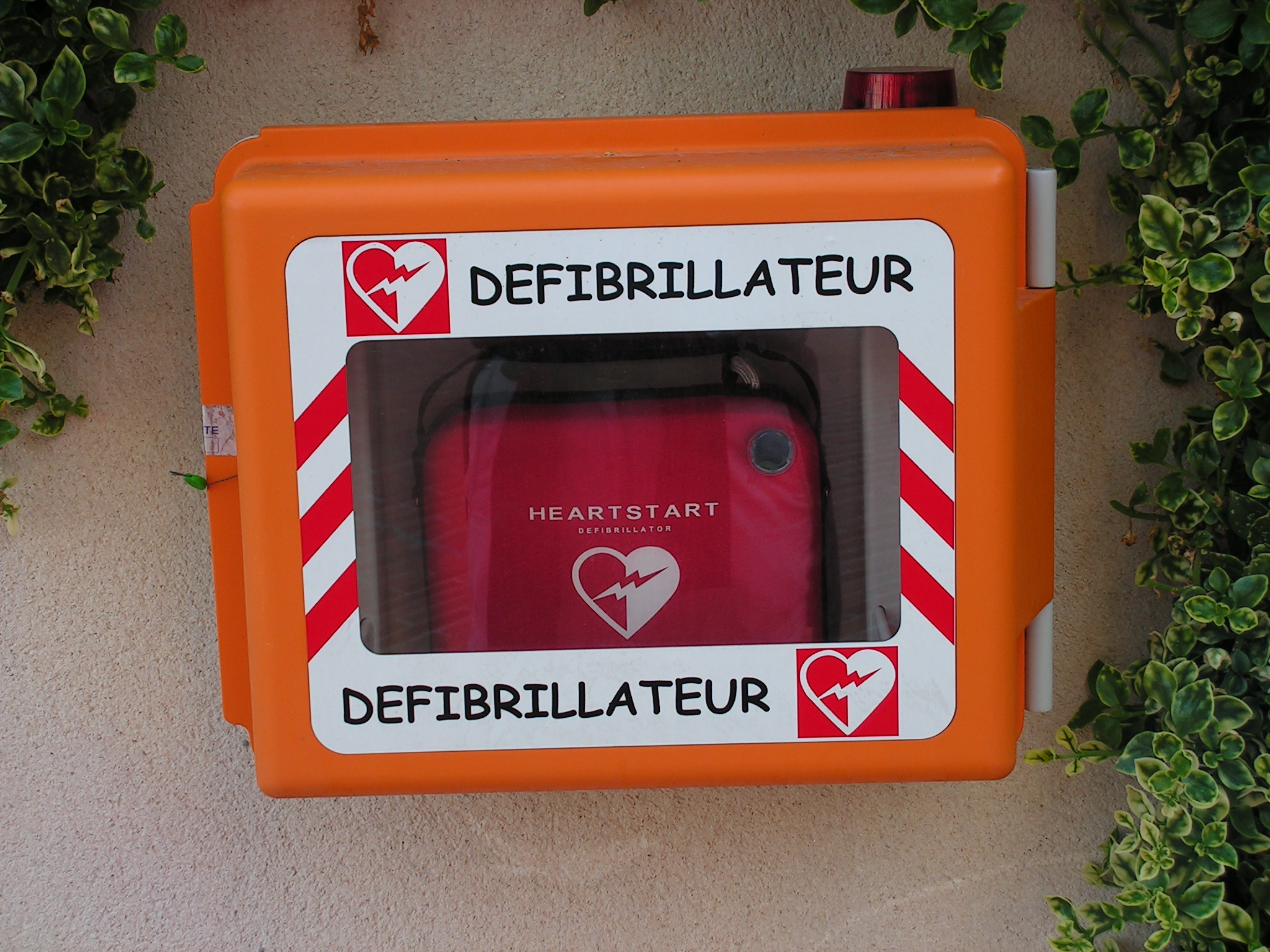

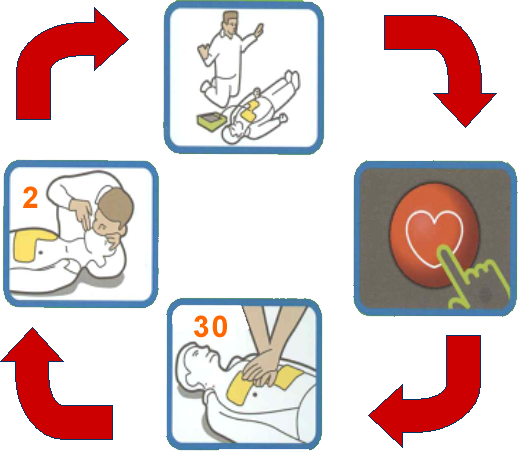

2. Poprosić osobę stojącą obok o pomoc.
3. Udrożnić drogi oddechowe i sprawdzić przez 10 sekund obecność oddechu lub ruchów oddechowych klatki piersiowej.
4. Poprosić inną osobę o powiadomienie pogotowia ratunkowego (w Polsce 112 lub 999) oraz o przyniesienie AED. W przypadku braku możliwości poproszenia innej osoby należy zadzwonić samemu. Od poszkodowanego można się oddalić tylko w razie absolutnej konieczności.
5. Rozpocząć resuscytację w trybie 30:2 (30 uciśnięć klatki piersiowej na głębokość 5–6 cm i z częstotliwością 100–120[4] razy na minutę, następnie 2 wdechy ratownicze, w przypadku braku możliwości wykonania wdechów ratowniczych wystarczający jest ucisk klatki piersiowej).
6. Otworzyć opakowanie z defibrylatorem, a następnie włączyć defibrylator dużym, wyraźnie oznaczonym przyciskiem.
7. Wyjąć elektrody zwykle zaplombowane w pojemniku baterii i jeżeli jest to wymagane w danym modelu, podłączyć do urządzenia.
8. Rozpiąć lub rozciąć umieszczonymi w opakowaniu nożyczkami ubranie poszkodowanego.
9. Przykleić samoprzylepne elektrody, zgodnie z umieszczoną na nich instrukcją na przedniej powierzchni klatki piersiowej.
10. Zostanie dokonana analiza rytmu serca pacjenta przez AED, podczas której zostanie wydana komenda głosowa, aby nie dotykać poszkodowanego.
11. W przypadku konieczności zastosowania defibrylacji przez AED, zostanie podana informacja i rozpocznie się trwające kilka sekund ładowanie kondensatorów.
12. Po zakończeniu ładowania zostanie wydana komenda głosowa, aby odsunąć się od poszkodowanego, następnie aby wykonać defibrylację poprzez naciśnięcie wyraźnie oznaczonego przycisku.
13. W przypadku braku konieczności zastosowania defibrylacji przez AED, zostania podana informacja o braku konieczności defibrylacji i może zostać podana informacja o konieczności podjęcia resuscytacji krążeniowo-oddechowej.
14. Po dwóch minutach zostanie dokonana kolejna analiza rytmu serca poszkodowanego przez AED, podczas, której zostanie wydana komenda głosowa, aby nie dotykać poszkodowanego.
15. Analiza rytmu serca poszkodowanego będzie powtarzana, a defibrylacja ponawiana w razie potrzeby, aż do przywrócenia normalnego rytmu pracy serca[5][6].

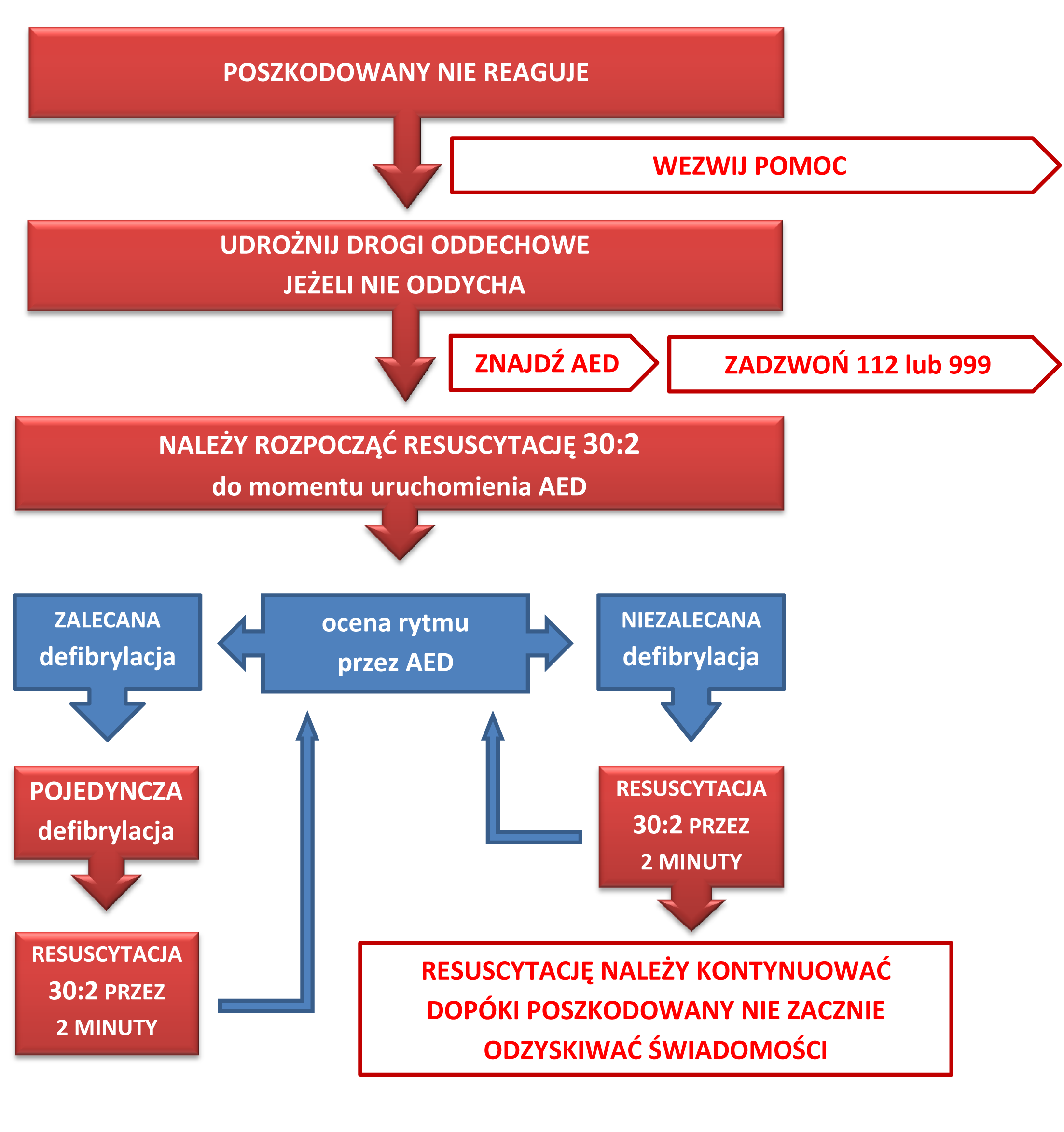
Schemat prowadzenia resuscytacji przy pomocy AED

Postępowanie zgodnie z poleceniami AED należy prowadzić do momentu:
- przybycia wykwalifikowanej pomocy i przejęcia przez zespół ratowników działania,
- poszkodowany zacznie odzyskiwać przytomność (poruszy się, otworzy oczy i zacznie prawidłowo oddychać),
- wyczerpania osoby udzielającej pomocy[8].

## AED u dzieci
Zatrzymanie krążenia u dzieci występuje rzadziej z tego w mechanizmie migotania komór w 7-15% przypadków. Optymalny poziom energii, kształt fali i sekwencja wyładowań są nieznane.
| Wiek      | Elektrody         | Ustawienia energii                      |
| --------- | ----------------- | --------------------------------------- |
| ponad 8   | standardowe       | standardowe                             |
| 1-8       | rozmiar dziecięcy | przystawka zmniejszająca poziom energii |
| do 1 roku | niezalecane       | niezalecane                             |

## Odpowiedzialność prawna

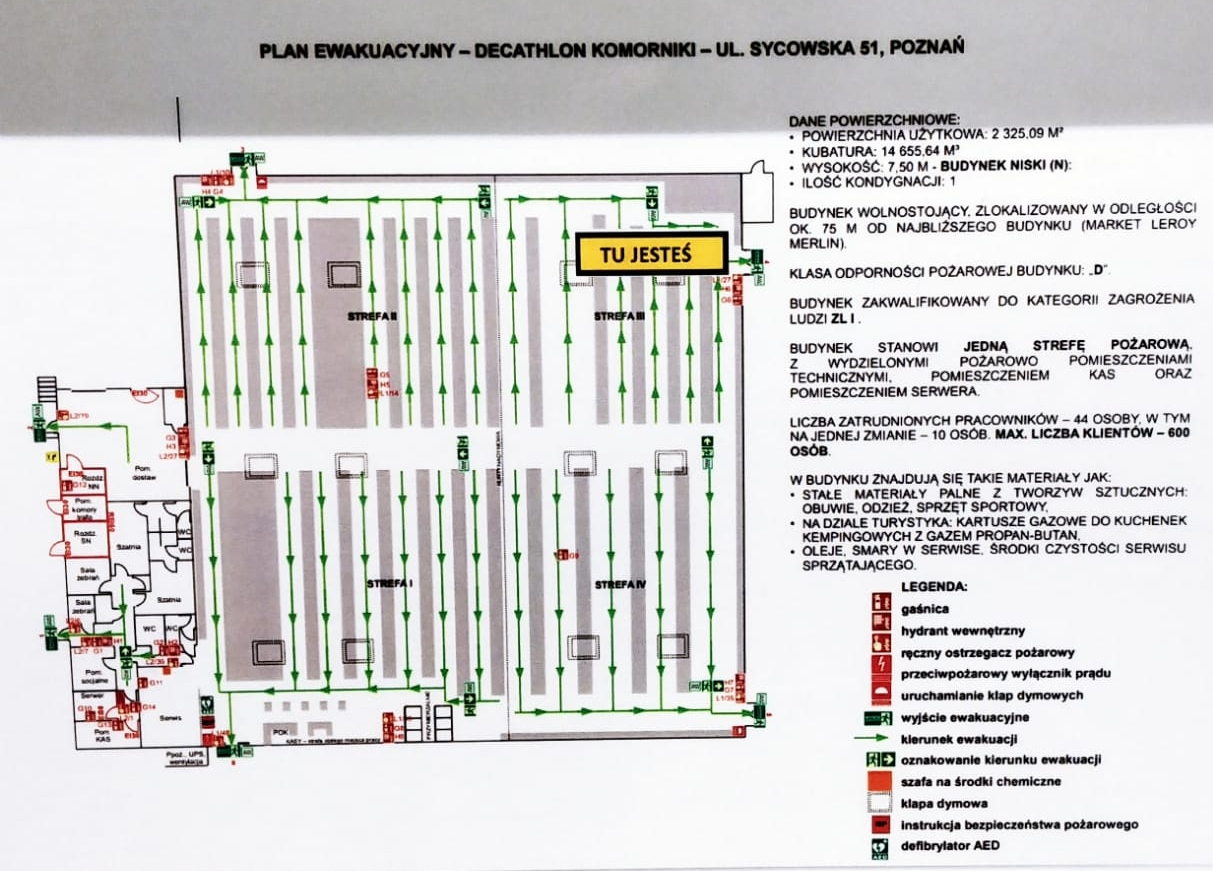
Coraz częściej informacja o lokalizacji AED wzorem innych państw Europejskich, uwzględniana jest w tzw. planie ewakuacyjnym zawierającym usystematyzowane, skrócone informacje, niezbędne w sytuacji krytycznej, które mogą być brane pod uwagę na obszarze danego obiektu podczas akcji ratowniczej.

Brakuje jednoznacznej wykładni normatywnej wyjaśniającej, czy do użycia AED potrzebne są specjalistyczne szkolenia. Regulacje w różnych systemach prawnych oscylują od wymagania specjalnych szkoleń, do poglądu, iż nowoczesne AED to urządzenia bardzo proste w obsłudze, w dodatku głosowo prowadzące ratownika przez cały algorytm reanimacji, dlatego też powinno być dostępne dla każdego świadka zdarzenia.

### Polska
Każda osoba może kupić i zainstalować AED, brakuje jednak jednoznacznych przepisów prawnych wyjaśniających, komu przysługuje prawo do użycia AED. Nie ma przepisów nakładających obowiązek odbycia kursu z zakresu udzielania pierwszej pomocy z użyciem AED.

### Unia Europejska
Nie została wydana dyrektywa regulująca sytuację prawną we wszystkich krajach Unii Europejskiej i w związku z tym  obowiązuje prawo krajowe. W większości krajów  do stosowania AED upoważniony jest każdy, kto przeszedł kurs z zakresu udzielania pierwszej pomocy z użyciem AED.

### USA
We wszystkich stanach USA przyjęto prawo „miłosiernego Samarytanina”, które w zakresie używania AED, chroni każdą przypadkową osobę stosującą urządzenie w celu ratowania życia.